# Polarsternium australe
Polarsternium australe är en ringmaskart som beskrevs av Smirnov 2005. Polarsternium australe ingår i släktet Polarsternium och familjen skäggmaskar. Inga underarter finns listade i Catalogue of Life.